# Cappella di Sant'Agata
La cappella di Sant'Agata è un edificio religioso di Pisa, situato in via San Paolo.

## Storia
La Cappella di Sant'Agata, dedicata alla santa protettrice di Catania, fu edificata nella prima metà del XII secolo dai monaci vallombrosani della chiesa di San Paolo a Ripa d'Arno. La fondazione della Cappella, posta adiacente a tale chiesa, risale tradizionalmente al 1063, dopo la cosiddetta impresa di Palermo con cui i Pisani posero fine al Caidato di Palermo e Catania. Il bottino ottenuto permise ai Pisani di iniziare la costruzione del nuovo Duomo. 
La scelta della pianta centrale ottagonale, la somiglianza con la chiesa del Santo Sepolcro e con il Battistero, oltre al periodo di costruzione (XII secolo), suggeriscono un'attribuzione all'architetto Diotisalvi. La prima attestazione scritta dell'esistenza della Cappella è del 1132, mentre le prime notizie della devozione a Sant'Agata nella città di Pisa risalgono al 1126, col privilegio con cui papa Onorio II estese all'arcivescovo di Pisa l'uso del pallio, nel giorno della festa della santa, il 5 febbraio. In tale ricorrenza veniva esposto nel suo reliquiario il presunto cranio della santa, tuttora conservato nella sacrestia della chiesa di San Paolo. L'evento suscitava grande affluenza di fedeli ancora nell'800 e gran devozione, specie da parte delle madri che allattavano. 
La memoria pisana di Gerusalemme si fondava nella volontà di celebrare imprese mediterranee attraverso il ricorso a un’architettura religiosa che riproponeva, con il richiamo visivo di architetture orientali, il coinvolgimento dei cittadini in funzione anti-musulmana. La Cappella di Sant’Agata, insieme alla chiesa del Santo Sepolcro, richiama immediatamente l’architettura di Gerusalemme. 
In origine si trovava al centro di un cortile circondato da architetture medievali, che componevano il complesso abbaziale della chiesa di San Paolo a Ripa d’Arno, con la quale condivide la storia. Questa chiesa fu colpita gravemente dai bombardamenti americani dal 31 agosto al 23 settembre 1943 subendo gravi danni, sia alla struttura che al materiale artistico. Negli anni successivi sono stati fatti interventi di recupero e la ricostruzione di ciò che era crollato. Le strutture adiacenti alla chiesa, che circondavano la Cappella di Sant’Agata, sono state in parte distrutte dai bombardamenti. Si è scelto di demolire tali strutture, invece di recuperarle, portando alla rivelazione della conformazione originaria dell’abside. La cappella di Sant’Agata, però, è stata privata del suo contesto urbanistico precedente.  
Oggi è circondata da un’area destinata a verde pubblico e piccole palazzine del dopoguerra. La cappella, proprietà del Comune di Pisa, è stata oggetto di un restauro conservativo dal 2020 al 2022, che le ha permesso di riacquistare lo splendore originario.

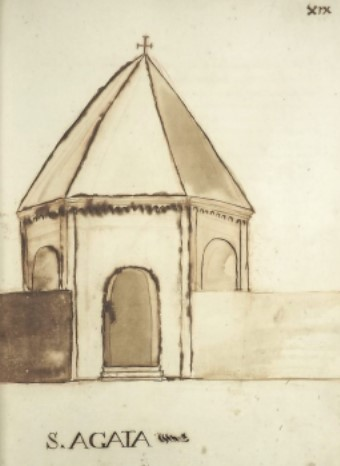
Illustrazione della cappella di Sant'Agata di Paolo Tronci del XVII secolo

## Descrizione
Ha struttura ottagonale in laterizio articolata da pilastri, archi includenti trifore, archetti sottotetto e copertura piramidale. All'interno, sotto alcuni archetti, conserva resti di decorazioni murali del XII secolo.

## Galleria d'immagini

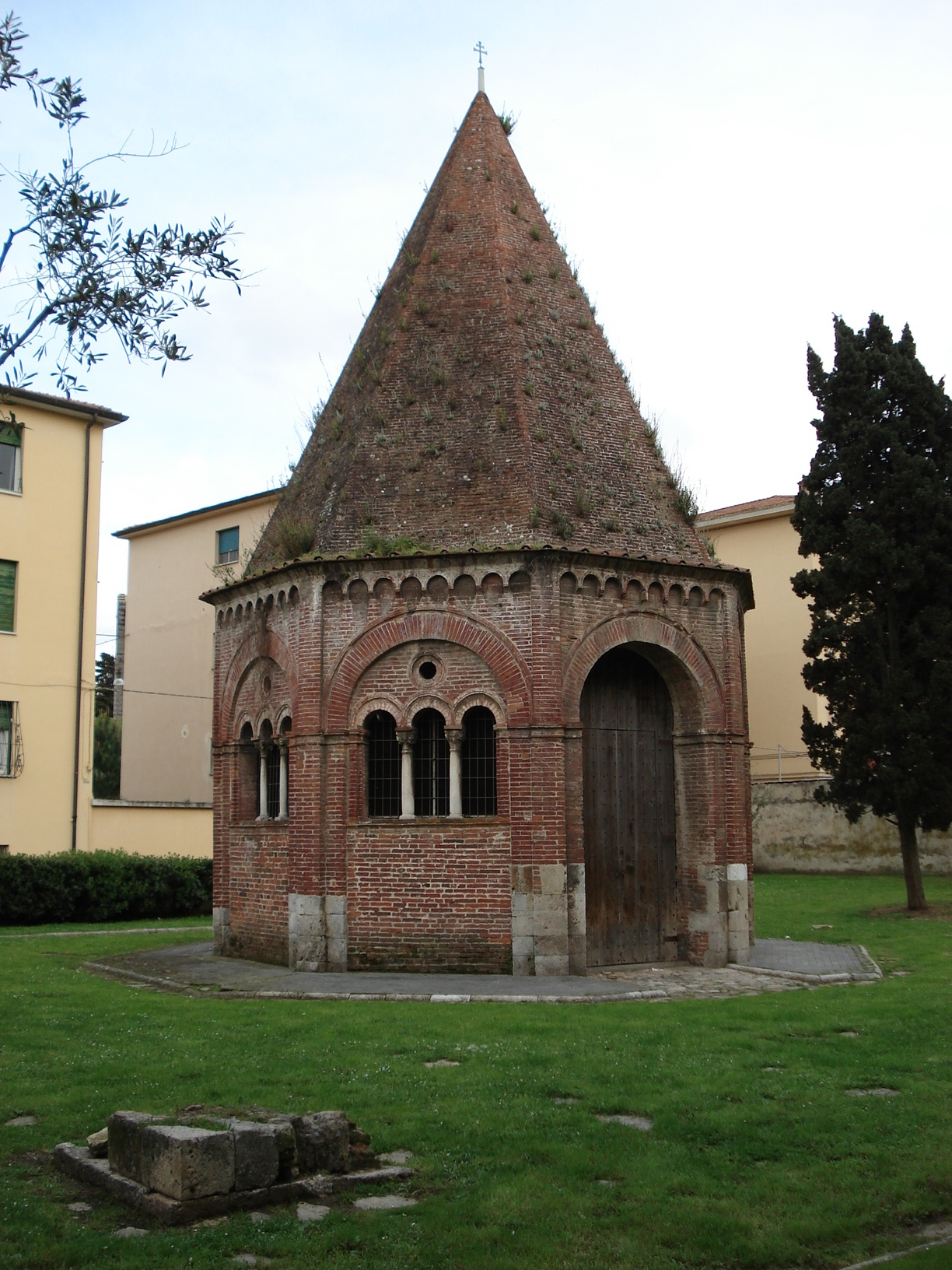
Esterni prima del restauro
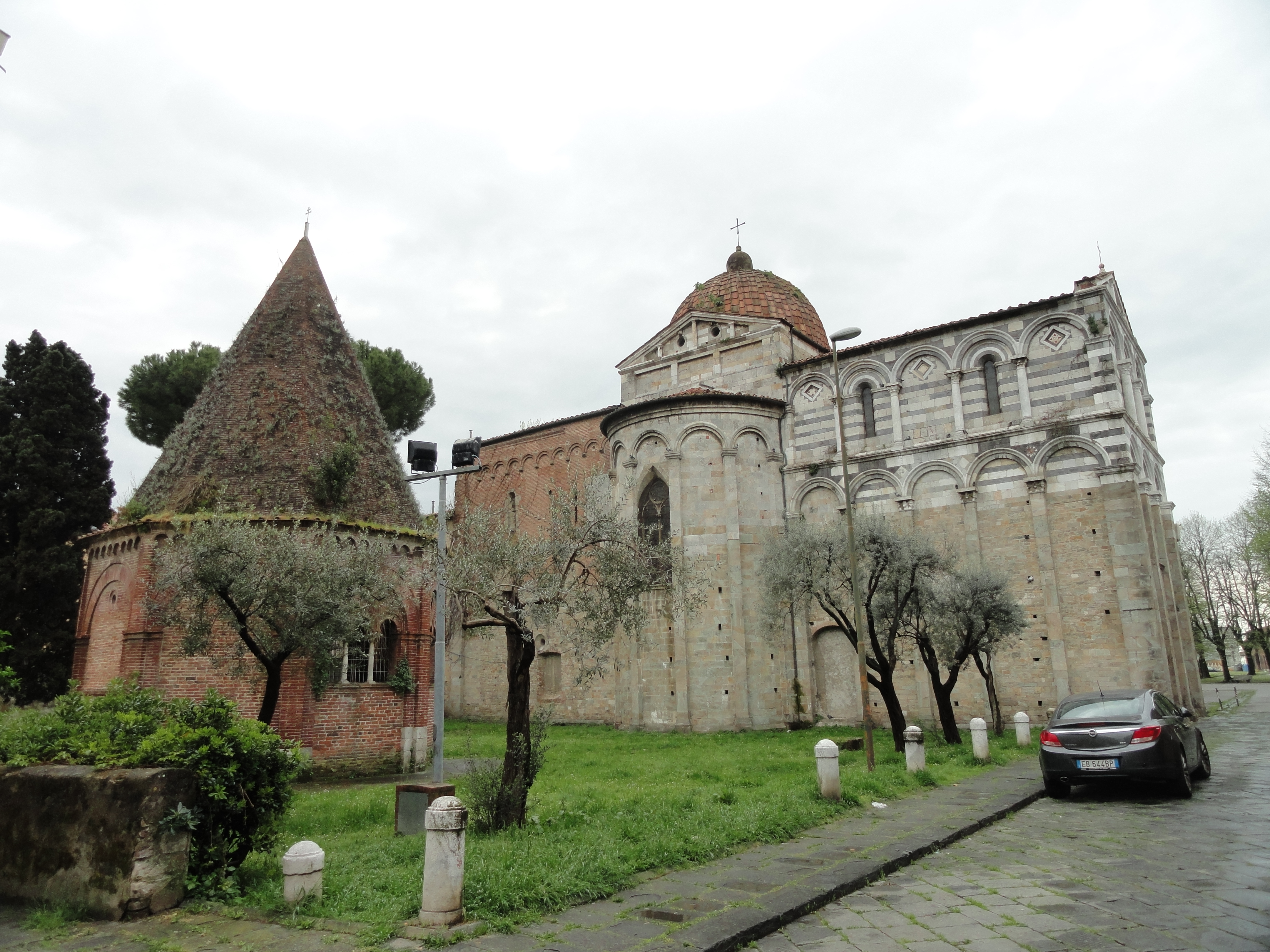
Veduta esterna prima del restauro
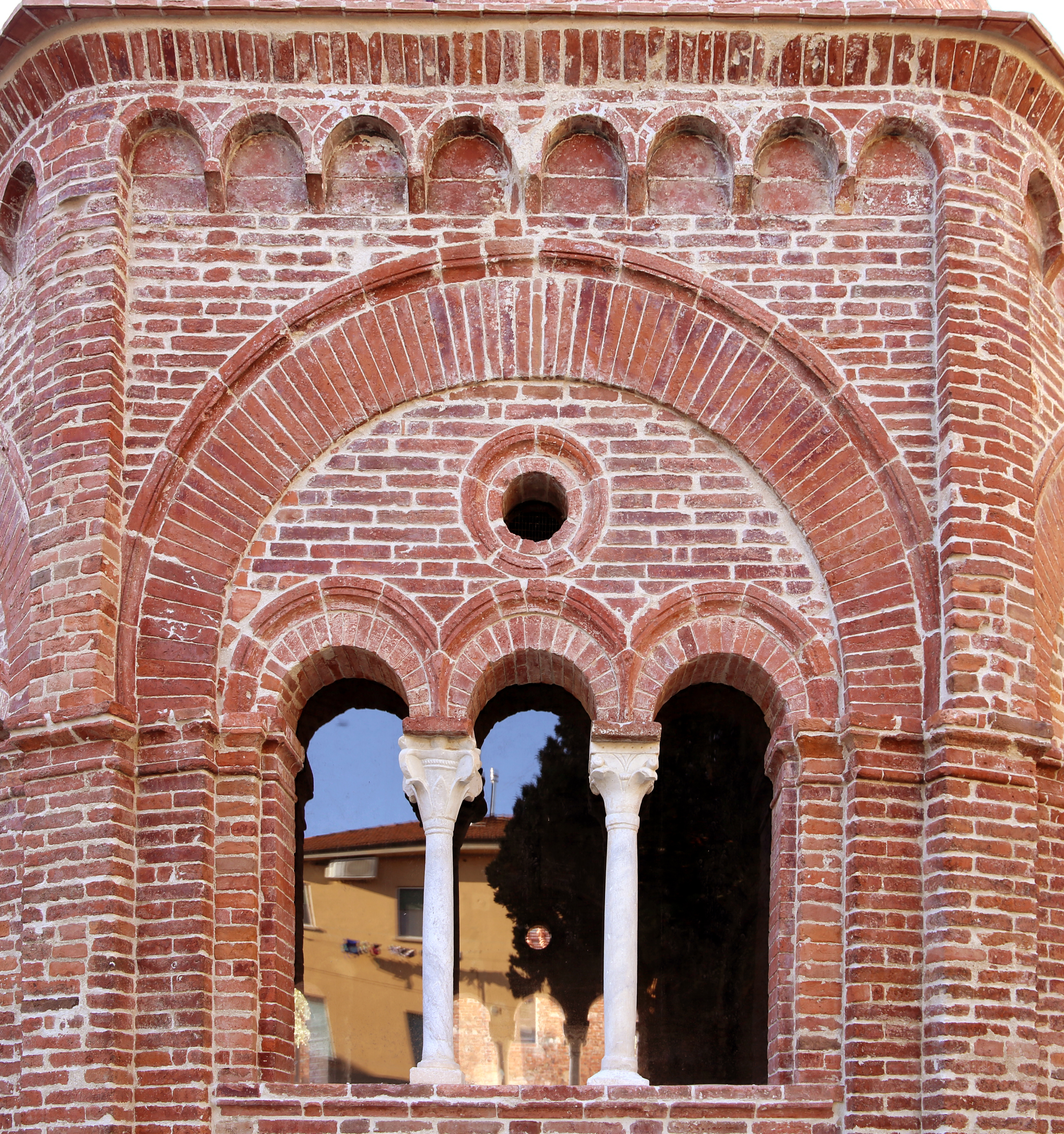
Trifora
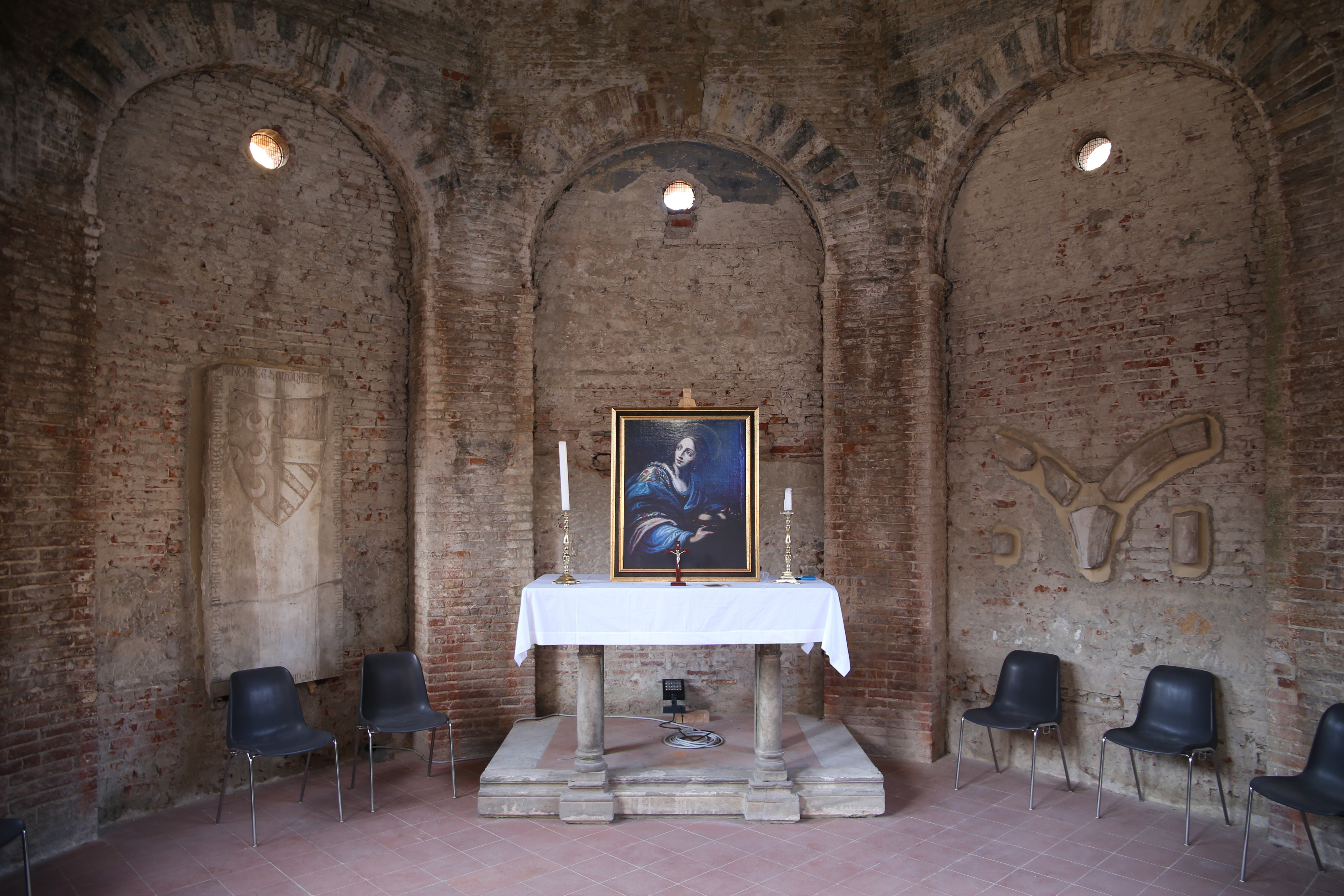
Interno